# Willy Bleissem

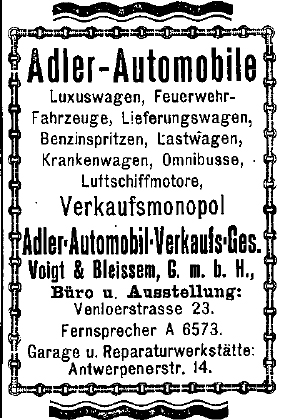
Geschäftsanzeige 1912/1913

Wilhelm Bleissem (* 22. Januar 1885 in Köln; † 22. September 1964 in Westum) war ein deutscher Kaufmann und als Autohändler ein Pionier in Deutschland. In den 1920er Jahren beteiligte er sich auch wiederholt auf Automobilen der Adler-Werke erfolgreich an Berg- und Flachrennen sowie Zuverlässigkeitsfahrten.

## Leben
Als Nachkomme einer bereits seit mehr als 600 Jahren in Köln ansässigen Familie, sein Vater war der Kupferschläger Dionis Bleissem, absolvierte Willy Bleissem nach seinem Schulabschluss zunächst eine kaufmännische Ausbildung bei dem örtlichen Installations-Büro der AEG. Anschließend wurde er im Alter von 18 Jahren Mitarbeiter der benachbarten Filiale der Adler-Werke. Seit 1905 im Besitz eines Führerscheins war Willy Bleissem seit 1910 Generalvertreter für den Kölner Raum der Automobile unter der Marke Adler. 1913 lagen die Räumlichkeiten der 1908 gegründeten „Adler Automobil-Verkaufs-Gesellschaft Voigt und Bleissem mbH“ – deren alleiniger Geschäftsführer Bleissem war – noch beengt in der Kölner Neustadt. Doch war Bleissem mit seiner Vorstellung der Autopräsentation, nämlich diese in großzügigen modernen Räumlichkeiten den Interessenten zur Schau zu stellen, unter den Ersten seiner Branche. Mit Fertigstellung des von Jacob Koerfer geplanten und in Eigenregie erbauten Hansa-Hochhauses am Kölner Hansaring bezog Bleissem 1925 das Erdgeschoss des Bauwerks und ließ darin einen Salon für die Automobile der Adler-Werke einrichten. Die inzwischen in Ehrenfeld an der Venloer Straße 217 gelegenen Betriebswerkstatt wurden um 1927 um eine Großgarage ergänzt, die nach einer Werbeanzeige aus dem Jahr 1929 die „größte Garagenanlage Westdeutschlands“ war. Den Entwurf zu dieser Anlage hatte der Kölner Architekt Georg Falck ausgearbeitet, die Ausführung lag in Händen von dessen eigener Gesellschaft, der “Rheinischen Bauunternehmung G.m.b.H.”. 1929 wurde dann nach einem vorherigen Umbau des bestehenden gründerzeitlichen Hauses ein Autosalon am Hohenzollernring 90, ebenfalls in der Neustadt-Nord eingerichtet. Zu diesem Zeitpunkt verfügte die Firma über Zweigstellen in fünf Städten und erzielte einen Jahresumsatz von 5 Millionen Mark. Die Wirtschaftskrise und in der Folge die schweren Zerstörungen während des Zweiten Weltkriegs blieben auch für das Autohaus Bleissem nicht ohne Folgen. In den 1950er Jahren wurden dann die Marken Magirus, Hanomag und DKW vertreten. 1959/60 folgt die Errichtung eines Geschäftshausneubaus am Kaiser-Wilhelm-Ring, unweit des früheren Autosalons am Hohenzollernring. Zum Zeitpunkt von Bleissem’s 75. Geburtstag beschäftigte die nunmehrige “Automobil-Verkaufs-Gesellschaft Willy Bleissem m.b.H.” – als älteste Kölner Fachfirma – rund 400 Mitarbeiter und zählte zu den größten Automobilhändlern in der Bundesrepublik. 1967 firmierte das Unternehmen unter “Automobil-Verkaufsgesellschaft Willy & Hubert Bleissem m.b.H.” mit Ausstellungsräumlichkeiten im “Bleissem-Haus” am Kaiser-Wilhelm-Ring 6–8 sowie der Werkstatt in Ehrenfeld. Als weitere Marke war Simca in den Vertrieb aufgenommen worden. Im Jahr 2000 wurden Pläne zu einer Neubebauung des inzwischen ungenutzten Areals des Autohauses Bleissem in Ehrenfeld (Piusstraße 22/24 – Venloer Straße 217) bekannt. Auf dem Areal entstand nach einem vorausgegangenen Architektenwettbewerb ein neues Wohnquartier, das “Pius-Carré”.

### Trivia
Willy Bleissem gehörte als Mitgründer, Vorsitzender, Vorstands- und Beiratsmitglied verschiedensten Gremien an. Im Jahr 1955 erhielt er als Auszeichnung für seine Verdienste um die Kraftfahrzeugwirtschaft das Bundesverdienstkreuz am Bande.
1924/1925 ließ sich Bleissem vis-á-vis der Marienburg im Kölner Stadtteil Marienburg eine Villa (Parkstraße 20) nach einem Entwurf des Architekten Paul Pott erbauen, an deren innerer Ausgestaltung nachhaltig der Bildhauer Willy Meller sowie die Kunstmaler Josef Mangold und Heinrich Kron mitwirkten.